# 元悦
元悦（494年—533年2月7日），字宣礼，河南郡洛阳县（今河南省洛阳市东）人，魏孝文帝元宏第六子，生母罗夫人，北魏宗室、官员，一度在南梁的支持下称帝。

## 生平
元悦出生于北魏太和十八年（494年）。景明四年六月壬午朔（503年7月10日），魏宣武帝元恪封元悦为汝南王。元悦喜欢读佛经，阅览经书和史书，性格超凡脱俗，豪爽洒脱。元悦的王妃闾氏是东海公的女儿，生了一个儿子，不受元悦的礼貌对待。有个叫崔延夏的人用旁门左道与元悦来往，为元悦调配仙药松子白术之类。当时元悦随意外出采集草药，住在城外平民百姓家中，于是断绝饮酒吃肉、食用粟稻，仅仅吃麦饭。元悦又断绝了房事，转而喜欢男色，对王妃和小妾随便发脾气，以致加以殴打，视作被使唤的婢女。元悦出城的时候，把王妃安排在私人住宅以外的地方居住。灵太后敕令查问此事，将闾妃带进宫，将元悦的事情追问的清清楚楚。闾妃因为受到杖打卧床不起，创伤还没痊愈。灵太后因为元悦杖打王妃，下令严禁此类事情再次发生，命令各亲王和三蕃王，凡是正妃患病百日以上，都要派人上奏，如果还有殴打王妃的，就削去封爵和官位。
熙平二年四月戊申（517年5月23日），特进、汝南王元悦出任中书监、仪同三司。熙平二年七月乙亥（517年8月18日），元悦因为杀人被定罪免官，以王的爵位回到私人住宅。熙平三年正月乙酉（518年2月24日），特进、汝南王元悦加仪同三司。
正光元年（520年），元悦的同母哥哥清河王元怿为元乂害死，元悦全无仇恨的意思，竟然用桑落酒送给元乂，竭尽私人的逢迎，元乂大喜，于正光元年冬十月乙卯（520年11月10日）任命元悦为侍中、太尉公。元悦向哥哥元愉的儿子元宝月索要元愉的服饰珍玩，元宝月没有立刻满足元悦的要求。元悦就召来元宝月，将他杖打一百下。当时元宝月还在为父亲守丧，身体瘦弱，突然遭到毒打，几乎被打死。元悦不断呼喊元宝月“孩儿”，亲自抚摸。元悦汝南国前任郎中令北平阳固上疏劝谏说：“恭敬的听说殿下以小小的愤怒过度的实行刑罚，诚然是严厉管教有余，而仁爱不足。当今皇上年龄幼小，宰辅大臣当权执政，如履薄冰，谨慎戒惧还担心不及，何况任性而不合常规的法度，顺著性情恣意而为，想要保全幸福与爵禄，能做得到吗？昔日龚遂离开封国，仍进献直言敢谏，韦孟离开朝廷，不忘记原本的国家。何况您作为朝廷大臣，选拔混乱妄加举荐，我作为前任属国的官吏，听说此事有几年了，敢不直言吗！”元悦看到上疏后大怒。
正光四年九月丁酉（523年10月8日），魏孝明帝元诩诏令太尉、汝南王元悦入宫居住于门下省，与丞相、高阳王元雍参议决定尚书上奏的事务。正光四年十二月，元悦出任太保、司州牧。孝昌二年正月壬子（526年2月9日），元悦再度兼领太尉。
元悦担任司州牧时，崇信亲近身边的人丘念，经常与他一起睡觉一起生活。等到元悦选拔司州官员时，大多由丘念决定。丘念藏在元悦的府邸中，有时会回到自己家，御史中尉郦道元秘密查明，将丘念关到监狱里。元悦启禀灵太后请求保全丘念的性命，灵太后敕令赦免丘念。郦道元在敕命下达之前将丘念处死，并用此事弹劾元悦。孝昌三年（527年），雍州刺史萧宝夤谋反的情况已经略有显露，元悦等人就劝说朝廷派遣郦道元为关右大使，郦道元因此被萧宝夤害死。
武泰元年（528年），尔朱荣向洛阳进兵，不久元悦听说尔朱荣发动河阴之变，在建义元年（528年）四月向南投奔梁武帝萧衍，梁武帝对待元悦非常优厚。大通元年正月甲子（529年2月5日），元悦请求返回北魏，梁武帝答应了。
中大通二年六月丁巳（530年7月23日），梁武帝派遣元悦北返继承为皇帝。六月庚申（530年7月26日）梁武帝任命北魏投降的将领范遵出任安北将军、司州牧，跟随元悦北返。八月庚戌（530年9月14日），梁武帝前往德阳堂，设置丝竹会，为元悦践行，派遣王弁将元悦送到魏梁边境上，伺机侵犯北魏。十一月，北魏东徐州刺史斛斯椿得知尔朱荣被杀十分害怕，听说元悦在边境，就率领部众放弃东徐州投奔元悦，元悦授予斛斯椿侍中、大将军、司空，封灵丘郡公，又授予大行台前驱都督。魏孝庄帝元子攸死后，梁武帝册立元悦为北魏皇帝，年号更兴，元悦后听说尔朱兆已经攻入洛阳，自知无法继承为皇帝，于是回到南方，斛斯椿舍弃元悦投奔尔朱兆。中大通四年正月戊辰（532年1月25日），梁武帝任命太子右卫率薛法护为平北将军、司州牧，保护元悦进入洛阳。
等到高欢消灭尔朱氏，他认为元悦是魏孝文帝的儿子，应该继承为皇帝，就派人把自己的意思告诉他。元悦回到北方后，轻浮狂放如故，动不动就有罪行过失，高欢就停止了册立元悦为皇帝的计划。
太昌元年十一月已酉（532年12月31日），元悦出任侍中、大司马、开府。魏孝武帝元脩认为元恭很有德行声望，元悦血统尊贵支系亲近，对两人感到害怕和猜忌。永熙元年十二月丁亥（533年2月7日），元悦被杀死，朝廷赠予假黄钺、太师、司州牧、大司马、汝南王如故，谥号文宣。

## 其他
当时有个叫赵逸的隐士，自称是晋武帝司马炎时期的人，晋朝的旧事他大多都记录了。正光初年，赵逸前往京城洛阳，说了几处地方早前的用处。元悦听说后很诧异，拜赵逸为义父，因此询问：“您服用了什么药食，才可以长生？”“赵逸说：“我不懂得什么善生之道，自然长寿。郭璞曾经为我占卦说，我的寿命五百年，现在才过了一半。”
元悦和哥哥元怿都对僧人释法贞屈身下跪，听从他的训戒。

## 家庭

### 妻妾
- 闾氏，东海公之女
- 贾氏，元绰祖母，琅瑘王太妃，后出家为尼，武定二年岁次甲子正月丙戌朔廿八日癸丑（544年3月7日）在邺城景乐寺中去世，虚岁五十[72]

### 儿子
- 元颍，与父亲一起逃到南梁，在江南去世[73]

### 孙子
- 元绰，东魏琅邪王[74][75]

## 延伸阅读
[在维基数据编辑]
 《魏書·卷22》，出自魏收《魏书》
 《北史/卷019》，出自李延壽《北史》